# テイラー数
テイラー数（テイラーすう）とは、流体力学に登場する無次元数の一種。以下の公式で求められる。
{\displaystyle T={\frac {f^{2}h^{4}}{\nu ^{2}}}}
ただし、{\displaystyle T}はテイラー数、{\displaystyle f}は流体のコリオリ因子、{\displaystyle h}は流体の代表的な深さ、{\displaystyle \nu }は流体の動粘度を示す。回転する粘性のある流体の性質を表すのに使われる数値である。テイラー数の平方根はレイノルズ数になる。また、テイラー数の二重平方根は流体の深さとエクマン境界層の深さの比に比例する。